# Crossfire (Marvel Comics)
Crossfire, il cui vero nome è William Cross, è un personaggio dei fumetti creato da Steven Grant (testi) e Jim Craig (disegni), pubblicato dalla Marvel Comics. La sua prima apparizione è in Marvel Two-in-One n. 52 (giugno 1979).
È un supercriminale, privo di superpoteri ma dotato di grande ingegno e abilità nello spionaggio. È apparso in una sola serie animata, Avengers - I più potenti eroi della Terra.

## Biografia del personaggio

### Primi anni di vita
William Cross è nato a Madison, nel Wisconsin. Cross si unì alla CIA con l'intento di apprendere i segreti del mestiere e di stabilire contatti che un giorno gli sarebbero stati utili. Intendeva utilizzare la formazione e le conoscenze della CIA per ottenere un profitto per se stesso. Era romanticamente legato a Rozalyn Backus . Non era a conoscenza delle sue attività illegali e ha contribuito a sviluppare la tecnologia sperimentale ad ultrasuoni. La coppia si sarebbe sposata fino a quando non è scappato con la tecnologia. Nella sua scomparsa ha simulato il proprio omicidio e ha incastrato Backus per l'omicidio. Lasciata la CIA, Cross ha usato le sue capacità e risorse per iniziare una serie di operazioni criminali altamente redditizie tra cui traffico di droga, estorsioni e omicidi. Assumendo il nome in codice Crossfire, ha dirottato una parte dei suoi profitti per assumere un piccolo esercito di mercenari che servissero come suoi esecutori. L'obiettivo di Crossfire è stato quello di fomentare disordine e sovversione all'interno della società al fine di realizzare un profitto. Ad un certo punto della sua carriera, alcuni dei suoi nemici intrappolarono il suo quartier generale. L'esplosione che ne è seguita gli ha derubato l'occhio e l'orecchio sinistro, oltre all'85% dell'udito. Ha sostituito le sue perdite con equipaggiamento cibernetico. Crossfire alla fine localizzò gli uomini che lo avevano ferito e li eliminò personalmente. Cross alla fine decise che l'esistenza di combattenti del crimine sovrumanamente potenti rappresentava una minaccia per le sue operazioni. Ha riversato le sue risorse monetarie nella raffinatezza del suo dispositivo per il lavaggio del cervello a ultrasuoni, con il quale sperava di fare il lavaggio del cervello a tutti i superumani affinché si combattessero l'un l'altro fino alla morte. Per testare l'efficacia della sua macchina, fece in modo di rapire la Cosa. Per coincidenza, la difficile situazione della Cosa è stata testimoniata da Moon Knight, che era segretamente un ex compagno della CIA Marc Spector. Moon Knight riconobbe Crossfire e andò ad aiutare la Cosa a sconfiggere il suoesercito privato. Insieme, i due eroi riuscirono a distruggere la macchina per il controllo mentale. Lo stesso Crossfire, tuttavia, è scappato.

### Assedio
Cross e la banda presero parte all'Assedio di Asgard.

## Altri media

### Televisione
Crossfire compare in un episodio di Avengers - i più potenti eroi della Terra.

### Videogiochi
Crossfire compare in:
- Marvel: Avengers Alliance
- LEGO Marvel Super Heroes 2